# Dysschema cydon
Dysschema cydon är en fjärilsart som beskrevs av Druce 1894. Dysschema cydon ingår i släktet Dysschema och familjen björnspinnare. Inga underarter finns listade i Catalogue of Life.